# Ламброс, Томас
То́мас «Том» Дими́триос Ла́мброс (англ. Thomas «Tom» Demetrios Lambros; род. 4 февраля 1930, Аштабьюла, Огайо, США) — американский юрист, федеральный судья США (первый грек на этом посту, вторым был Джон М. Манос). Лауреат Почётной медали острова Эллис.

## Биография
Родился 4 февраля 1930 года в Аштабьюле (Огайо, США) в семье греков Димитриоса П. Ламброса и Панагулы Веллиос, и был самым младшим из пятерых сыновей.
В 1948 году окончил среднюю школу в Аштабьюле, после чего посещал Фэрмонтский государственный университет, где изучал право.
В 1952 году получил степень бакалавра права в Юридическом колледже Кливленда-Маршалла. Для досрочной сдачи экзаменов посещал летние и вечерние курсы в Колледже права имени Морица при Университете штата Огайо и Школе права Университета Кейс-Вестерн-Резерв.
В 1952 году был принят в Ассоциацию юристов штата Огайо, став самым молодым претендентом.
В 1952—1953 годах, начиная со студенческой поры, работал аджастером в компании «Buckeye Union Casualty» в Акроне. В 1991 году Ламбросу была присвоена учёная степень почётного доктора права (LLD) от Школы права Столичного университета.
В 1954—1956 годах — судебный клерк в Военно-юридической службе Армии США.
В 1956—1961 годах вёл частную юридическую практику в Аштабьюле, работая судебным адвокатом в фирме «Lambros & Lambros».
В 1961—1967 годах — судья суда по гражданским делам округа Аштабьюла (переизбирался в 1966 году без оппозиции).
В 1967—1995 годах — судья (1967—1990) и председательствующий судья (1990—1995) Федерального окружного суда Северного округа Огайо.
В 1993—1994 годах — член Судебной конференции США.
После ухода в отставку сотрудничал с несколькими юридическими фирмами.